# فهرست نبردهای شاهنشاهی ساسانی
این مقاله فهرستی از جنگ‌ها و نبردهای شاهنشاهی ساسانی با دولت‌های همسایه می‌باشد.

## از ابتدا تا ۶۳۲ م
| سال                 | نام نبرد                                         | مکان                           | شاهنشاه ساسانی | مخالفان                          | پادشاه دشمن    | نتیجه                |
| ------------------- | ------------------------------------------------ | ------------------------------ | -------------- | -------------------------------- | -------------- | -------------------- |
| ۲۴ آوریل ۲۲۴ میلادی | نبرد هرمزگان                                     | مناطق تحت تسلط اشکانیان        | اردشیر بابکان  | شاهنشاهی اشکانی                  | اردوان پنجم    | پیروزی               |
| ۲۴۳ میلادی          | نبرد رأس‌العین                                    | میان‌رودان                      | اردشیر بابکان  | امپراتوری روم                    | گوردیان سوم    | شکست                 |
| ۲۵۲ میلادی          | محاصره نصیبین (۲۵۲)                              | نصیبین                         | شاپور یکم      | امپراتوری روم                    | نامعلوم        | پیروزی               |
| ۲۵۲ میلادی          | نبرد باربالیسوس                                  | میان‌رودان                      | شاپور یکم      | امپراتوری روم                    |                | پیروزی               |
| ۲۵۶ میلادی          | محاصره دورا اروپوس (۲۵۶)                         | سوریه                          | شاپور یکم      | امپراتوری روم                    |                | پیروزی               |
| ۳۲۵ م               | جنگ شاپور دوم با اعراب                           | میان‌رودان، عربستان             | شاپور دوم      | اعراب                            | قروة ابن مخلب  | پیروزی               |
| ۴۲۱–۴۲۲ م           | جنگ ایران و روم (۴۲۱–۴۲۲)                        | نور شیراکان                    | بهرام گور      | بیزانس                           | تئودوسیوس دوم  | وضع موجود قبل از جنگ |
| ۴۴۰ م               | جنگ ایران و روم (۴۴۰)                            | خاور نزدیک                     | یزدگرد دوم     | بیزانس                           | تئودئوس دوم    | پیروزی               |
| ۵۰۶–۵۰۲ م           | جنگ آناستازی                                     | میان‌رودان، آناتولی             | قباد یکم       | بیزانس                           | آناستاسیوس یکم | پیروزی               |
| ۵۲۶ – ۵۳۲ م         | جنگ ایبری                                        | میان‌رودان، قفقاز               | قباد یکم       | بیزانس، آکسوم، غسانیان           | ژوستین یکم     | پیروزی               |
| ۵۶۱–۵۴۱ م           | جنگ لازستان                                      | گرجستان                        | خسرو انوشیروان | بیزانس، لازستان                  | ژوستینین یکم   | پیروزی               |
| ۵۵۷ م               | نبرد بخارا                                       | بخارا، سغد                     | خسرو انوشیروان | هپتالیان                         | نامشخص         | پیروزی               |
| ۵۷۰–۵۷۸ میلادی      | نبرد ایران و اتیوپی                              | یمن، دریای سرخ                 | خسرو انوشیروان | امپراتوری آکسوم، بیزانس          | مسروق بن عبرهه | پیروزی               |
| ۵۷۲–۵۹۱ م           | جنگ ایران و روم (۵۹۱–۵۷۲)                        | میان‌رودان، ارمنستان            | هرمز چهارم     | بیزانس                           |                | شکست                 |
| ۵۸۸–۶۸۹ م           | اولین نبرد ایران و ترکان                         | خراسان بزرگ، فرارود            | هرمز چهارم     | خاقانات غربی ترک، هپتالیان       | ساوه شاه       | پیروزی               |
| ۵۸۹–۵۹۱             | جنگ داخلی ساسانیان                               | مناطق تحت تسلط ساسانیان        | خسروپرویز      | ساسانیان شورشی                   | بهرام چوبین    | پیروزی خسروپرویز     |
| ۶۱۹ م               | دومین نبرد ایران و ترکان                         | آسیای میانه                    | خسروپرویز      | خاقانات غربی ترک، هپتالیان       | تون جبغو خان   | پیروزی               |
| ۶۰۲ تا ۶۲۸ م        | نبرد ۲۵ ساله ایران و روم سومین جنگ ایران و ترکان | قفقاز، میان‌رودان، آناتولی، مصر | خسروپرویز      | بیزانس، تانگ، خاقانات ترک، خزرها |                | شکست                 |
| ۶۲۸–۶۳۲ م           | جنگ داخلی ساسانیان (۶۲۸–۶۳۲)                     | ایرانشهر                       | یزدگرد سوم     | انجمن پارسیگ، انجمن نیمروز       | انجمن پهلوی    | پیروزی               |

## نبردها با اعراب، از ۶۳۳ م تا سقوط
| سال                        | نام نبرد    | مکان              | شاهنشاه ساسانی | مخالفان      | پادشاه دشمن | نتیجه              |
| -------------------------- | ----------- | ----------------- | -------------- | ------------ | ----------- | ------------------ |
| آوریل ۶۳۳ م / محتملا ۶۲۹ م | نبرد زنجیر  | کویت              | یزدگرد سوم     | خلافت راشدین | ابوبکر      | شکست               |
| ژانویه ۶۳۴                 | نبرد فراض   | میان‌رودان         | یزدگرد سوم     | خلافت راشدین | ابوبکر      | شکست               |
|                            | نبرد پل     | بابل              | یزدگرد سوم     | خلافت راشدین | عمر         | پیروزی             |
| نوامبر ۶۳۶ میلادی          | نبرد قادسیه | میان‌رودان         | یزدگرد سوم     | خلافت راشدین | عمر         | شکست               |
| ۶۴۲ م                      | نبرد نهاوند | در نزدیکی هگمتانه | یزدگرد سوم     | خلافت راشدین | عمر         | شکست سقوط ساسانیان |

## نگارخانه

نبردها و تکامل سرزمینی ساسانیان
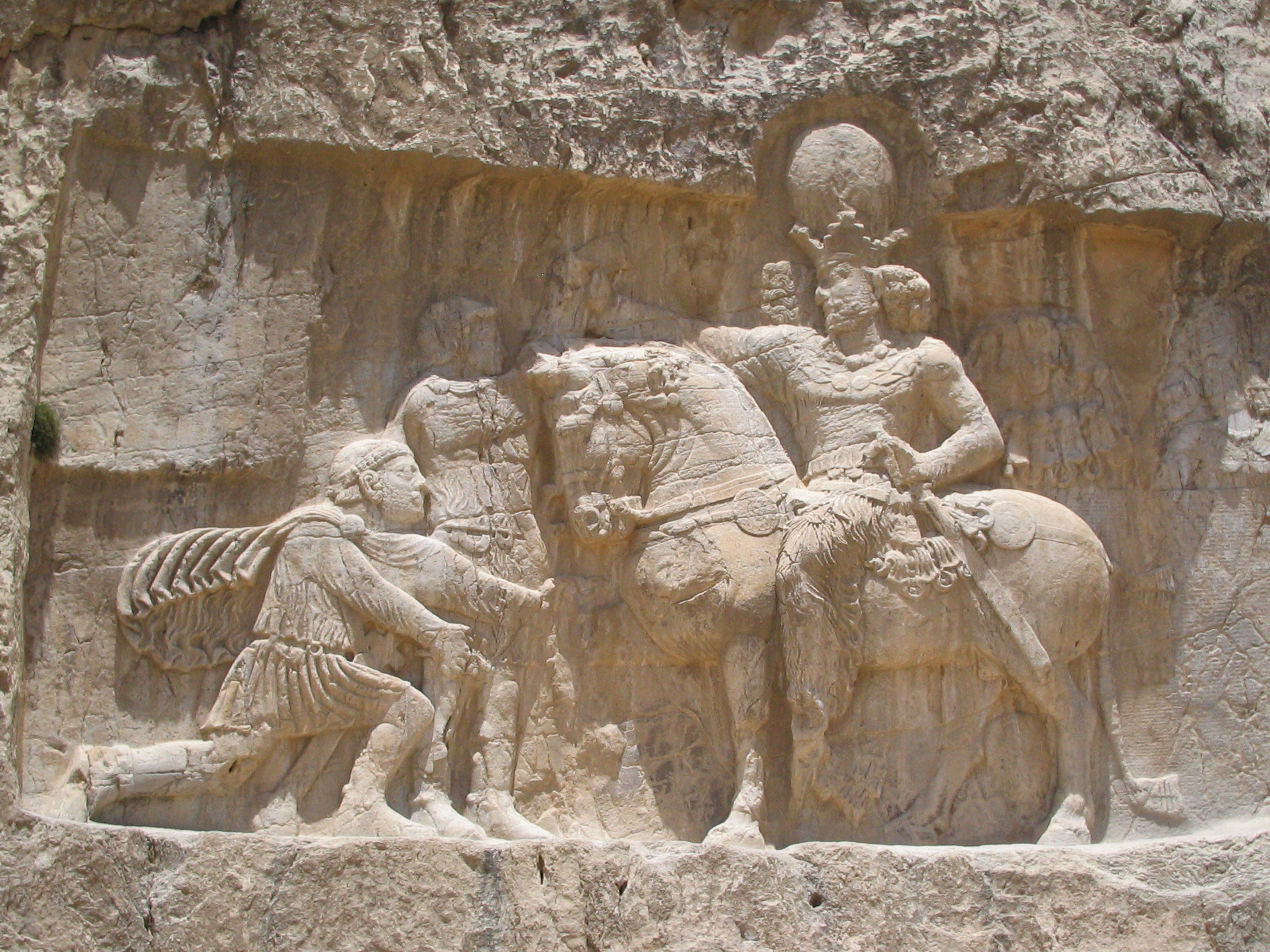
نقش برجسته تعظیم والرین (امپراتور روم) در برابر شاپور یکم

## یادداشت
- الف. ^ اعراب، طی ۶۸ نبرد و در ۲۱ سال ایران را تسخیر کردند. اما در اینجا به مهمترین نبردها اشاره شده‌است.